# 卡斯坎特
卡斯坎特（西班牙語：Cascante）是西班牙纳瓦拉的一个市镇。总面积63平方公里，总人口3636人（2001年），人口密度58人/平方公里。

## 友好城市
- 法國 卡斯蒂永拉巴塔耶